# L'invenzione fatale
L'invenzione fatale o il dottor Jekyll e il signor Hyde o semplicemente L'invenzione fatale (Den Skæbnesvangre opfindelse) è un cortometraggio muto del 1910 diretto da August Blom. La sceneggiatura è tratta dal romanzo di Robert Louis Stevenson Lo strano caso del dottor Jekyll e del signor Hyde del 1886.

## Trama
Il famoso dottor Henry Jekyll, stufo di andare sempre personalmente agli appuntamenti, decide di creare un siero in grado di trasformarlo in un'altra persona. Ci riesce e si battezza così Edward Hyde ma ciò gli si ritorcerà contro quando Hyde svilupperà una personalità tutta sua.

## Distribuzione
In Italia venne distribuito dalla stessa Nordisk nel 1915. È anche conosciuto col titolo L'invenzione fatale o il dottor Jekyll e il signor Hyde.
Il film negli Stati Uniti è conosciuto anche col titolo Dr. Jekyll and Mr. Hyde.